# Peter Worsley
Peter Maurice Worsley, född 6 maj 1924 i Birkenhead i Merseyside, död 15 mars 2013, var en brittisk sociolog och socialantropolog.
Han var en framstående person både inom antropologi och sociologi, och är känd för att ha infört termen tredje världen i engelska språket. Han anses också ha varit en av de viktigaste personerna för bildande av den nya vänstern (The New Left).
Worsley blev den förste professorn i sociologi vid universitetet i Manchester.